# Nawias Poissona
Nawias Poissona – pojęcie z dziedziny fizyki matematycznej, głównie mechaniki klasycznej, a konkretniej mechaniki Hamiltona. Występuje m.in. w kanonicznych równaniach Hamiltona, które opisują ewolucję w czasie układu fizycznego. Nawias Poissona to działanie dwuargumentowe na zbiorze wielkości fizycznych.
Nawiasy Poissona służą też do definicji algebry Poissona (por. dalej). Są tak nazwane na cześć francuskiego matematyka Siméona Denisa Poissona.

## Nawiasy Poissona we współrzędnych kanonicznych
Jeżeli w przestrzeni fazowej danego układu fizycznego wprowadzi się współrzędne uogólnione
{\displaystyle q=(q_{1},q_{2},\dots ,q_{f}),}
{\displaystyle p=(p_{1},p_{2},\dots ,p_{f}).}
gdzie {\displaystyle f} jest liczbą stopni swobody układu fizycznego, to nawiasem Poissona funkcji {\displaystyle A} i {\displaystyle B} zależnych od współrzędnych kanonicznych i czasu
{\displaystyle A=A(q_{1},q_{2},\dots ,q_{s},\,p_{1},p_{2},\dots ,p_{f},\,t),}
{\displaystyle B=B(q_{1},q_{2},\dots ,q_{s},\,p_{1},p_{2},\dots ,p_{f},\,t).}
nazywamy wyrażenie
{\displaystyle \{A,B\}=\sum _{i=1}^{f}\left({\frac {\partial A}{\partial q_{i}}}{\frac {\partial B}{\partial p_{i}}}-{\frac {\partial A}{\partial p_{i}}}{\frac {\partial B}{\partial q_{i}}}\right).}

## Własności nawiasu Poissona
- Antysymetria[2]

{\displaystyle \{A,B\}=-\{B,A\},}
co oznacza, że zmiana kolejności funkcji w nawiasie zmienia znak nawiasu na przeciwny
- Liniowość

{\displaystyle \{\alpha A+\beta B,C\}=\alpha \{A,C\}+\beta \{B,C\}.}
- Reguła Leibniza

{\displaystyle \{AB,C\}=A\{B,C\}+\{A,C\}B.}
- Tożsamość Jacobiego

{\displaystyle \{A,\{B,C\}\}+\{B,\{C,A\}\}+\{C,\{A,B\}\}=0.}

### Pochodnaczasowa nawiasu Poissona
Wzór dla pochodnej cząstkowej po czasie:
{\displaystyle {\frac {\partial }{\partial t}}\{A,B\}=\left\{{\frac {\partial A}{\partial t}},B\right\}+\left\{A,{\frac {\partial B}{\partial t}}\right\}.}
Wzór dla pełnej pochodnej po czasie:
{\displaystyle {\frac {\operatorname {d} }{\operatorname {d} t}}\{A,B\}=\left\{{\frac {\operatorname {d} A}{\operatorname {d} t}},B\right\}+\left\{A,{\frac {\operatorname {d} B}{\operatorname {d} t}}\right\}.}

## Nawiasy Poissona współrzędnych kanonicznych
Wychodząc z definicji nawiasów Poissona łatwo pokazać, że dla dowolnych współrzędnych kanonicznych zachodzą zależności:
{\displaystyle \{q_{i},q_{j}\}=0,}
{\displaystyle \{p_{i},p_{j}\}=0,}
{\displaystyle \{q_{i},p_{j}\}=\delta _{ij},}
gdzie: {\displaystyle i,j=1,2,\dots f,} {\displaystyle \delta _{ij}} jest to tzw. delta Kronekera.
W szczególności mamy np.
{\displaystyle \{x,y\}=0,}
{\displaystyle \{p_{x},p_{y}\}=0,}
{\displaystyle \{x,p_{x}\}=1,}
{\displaystyle \{y,p_{y}\}=1.}
Powyższa własność nawiasów Poissona ma swój odpowiednik w tzw. metodzie kwantowania, w ramach której uzyskuje się równania ruchu układów kwantowych.

## Dynamika układu fizycznego
Jeżeli {\displaystyle A} jest dowolną funkcją współrzędnych uogólnionych {\displaystyle q_{i}(t),} pędów uogólnionych {\displaystyle p_{i}(t)} oraz czasu {\displaystyle t,} przy czym współrzędne te spełniają równania kanoniczne Hamiltona, to pochodna zupełna po czasie tej funkcji może być wyrażona za pomocą pochodnej cząstkowej funkcji po czasie oraz nawiasu Poissona obliczonego dla tej funkcji z funkcją Hamiltona tego układu
{\displaystyle {\frac {dA}{dt}}={\frac {\partial A}{\partial t}}+\{A,H\}.}

## Współrzędne kanoniczne. Transformacje kanoniczne
Przez układ współrzędnych kanonicznych rozumie się układ współrzędnych taki, że nawiasy Poissona tych współrzędnych spełniają zadane relacje komutacyjne, przy czym m.in. należą tu układy współrzędnych tworzone przez współrzędne uogólnione {\displaystyle q_{i}(t)} oraz pędy uogólnione {\displaystyle p_{i}(t).}
Nawiasy Poissona wyróżniają klasę transformacji współrzędnych, tzw. transformacji kanonicznych, które odwzorują układ współrzędnych kanonicznych w inny układ współrzędnych kanonicznych. Zbiór możliwych transformacji kanonicznych jest zwykle bardzo duży. Np. zawsze jest możliwy wybór Hamiltonianu {\displaystyle H=H(q,p,t)} jako jeden z nowych pędów kanonicznych.

## Algebra Poissona
Algebrą Poissona nad ciałem {\displaystyle \mathbb {K} } (zwykle {\displaystyle \mathbb {K=R} } lub {\displaystyle \mathbb {K=C} }) nazywa się przestrzeń liniową {\displaystyle X} z określonym w niej działaniem dwuargumentowym {\displaystyle \{\cdot ,\cdot \}\colon X\times X\to X,} spełniającym dla dowolnych funkcji {\displaystyle A,\,B,\,C,\dots } 3 warunki algebry Liego:
- antyprzemienność

{\displaystyle \{A,B\}=-\{B,A\}}
- dwuliniowość

{\displaystyle \{aA+bB,C\}=a\{A,C\}+b\{B,C\},\quad a,b\in \mathbb {K} }
{\displaystyle \{C,aA+bB\}=a\{C,A\}+b\{C,B\},\quad a,b\in \mathbb {K} }
- tożsamość Jacobiego

{\displaystyle \{A,\{B,C\}\}+\{B,\{C,A\}\}+\{C,\{A,B\}\}=0}
oraz regułę Leibniza:
{\displaystyle \{AB,C\}=\{A,C\}B+A\{B,C\}.}